# Chauliodus schmidti
Chauliodus schmidti es una especie de pez de la familia Stomiidae en el orden de los Stomiiformes.

## Morfología
• Los machos pueden llegar alcanzar los 23 cm de longitud total.

## Depredadores
Es depredado por Himantolophus paucifilosus .<

## Hábitat
Es un pez de mar y de aguas profundas.

## Distribución geográfica
Se encuentra desde Mauritania hasta Namibia y en el Golfo de Trípoli.